# NGC 4305
NGC 4305 este o galaxie spirală situată în constelația Fecioara. A fost descoperită în 2 mai 1829 de către John Herschel. Se află la o distanță de 20,28 de megaparseci de Pământ.